# Bandoleira (armas de fogo)

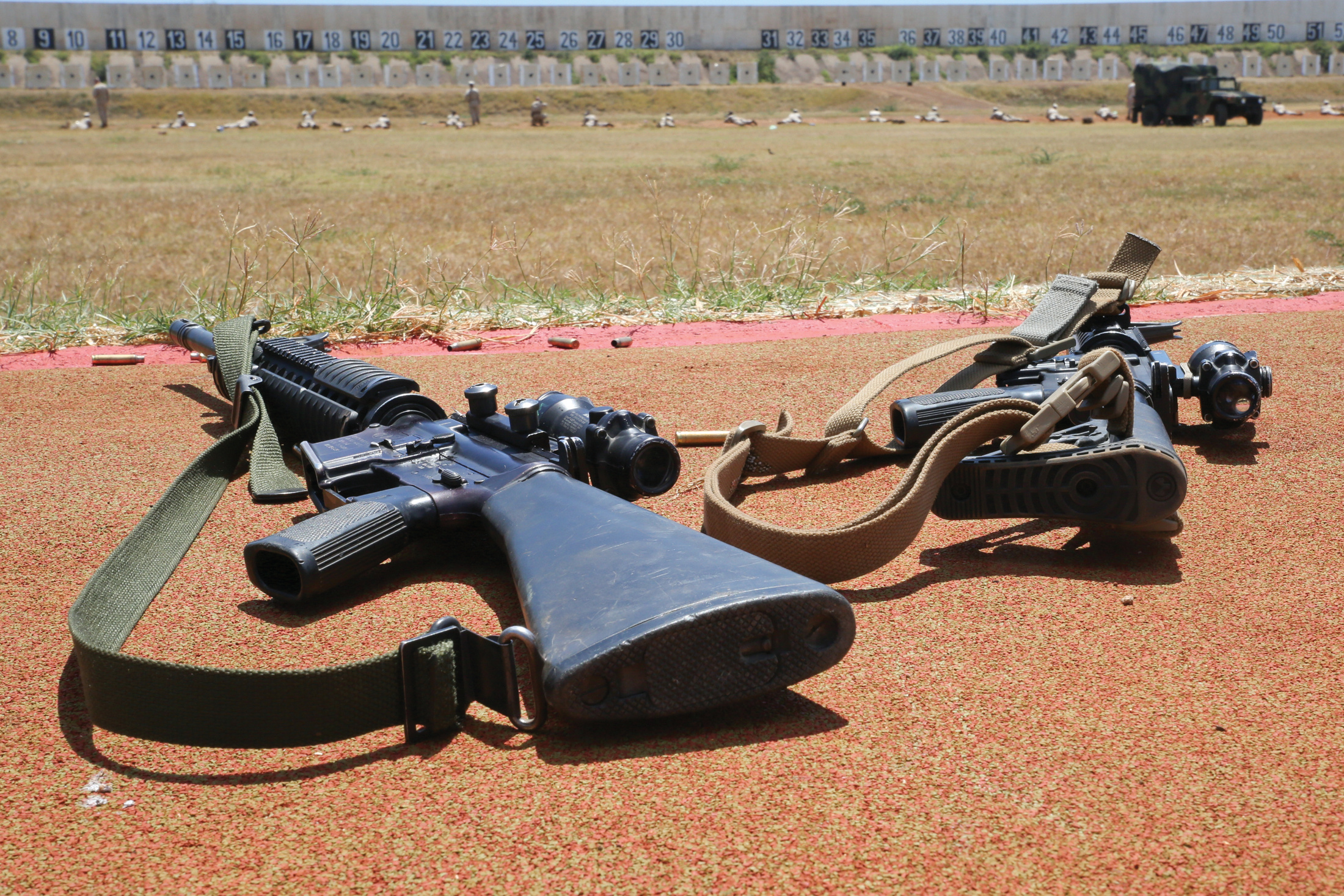
Dois rifles com bandoleiras diferentes. A verde a esquerda é a tradicional de dois pontos, enquanto a da direita é uma bandoleira moderna de ajuste rápido, também de dois pontos.

Bandoleira, no contexto de armas de fogo, é a designação dada a um tipo de correia ou argola projetado para permitir que um atirador carregue convenientemente uma arma de fogo (geralmente uma arma longa, como um rifle, carabina, espingarda ou submetralhadora) em seu corpo e/ou para ajudar em uma maior probabilidade de acerto, permitindo que a arma de fogo seja usada como guitarra. Vários tipos de bandoleiras oferecem suas próprias vantagens e desvantagens e geralmente podem ser divididos em várias categorias.

## Tipos de configuração
O termo "pontos" nesse caso, é usado para indicar o número de pontos de fixação da bandoleira na arma.

### Dois pontos
O design mais antigo, simples e familiar, esse design de bandoleira tem dois pontos de conexão que se prendem às partes frontal e traseira da arma e permite que o atirador carregue a arma nas costas, com a correia atravessada sobre o torso, ao redor do pescoço ou sobre um ombro. Algumas bandoleiras de dois pontos, se feitas corretamente, podem funcionar como um auxílio para o tiro.

### Ching/CW
A bandoleira Ching/CW, é um componente do conceito de rifle Scout e serve não apenas como uma alça de transporte, mas como um auxílio para uma maior probabilidade de acerto, ajudando o atirador a mirar com firmeza.

### Dois pontos de ajuste rápido
Semelhante a uma bandoleira simples de dois pontos, mas com a capacidade de ajustar rapidamente o comprimento da correia com uma guia de puxar.

### Três pontos
Esse tipo de bandoleira funciona quase como um arnês e, portanto, é presa ao atirador. Isso permite que o atirador libere a arma para usar as mãos em outras tarefas (como fazer a transição para uma arma secundária) sem medo de deixá-la cair no chão, uma vez que permanecerá pendurada no atirador e facilmente acessível quando necessário novamente.

O desenho da bandoleira de três pontas consiste em um laço de material (geralmente cordura ou similar) que passa ao redor do torso e duas tiras que vão para as partes frontal e traseira da arma. O corpo do atirador e as partes frontal e traseira da arma são os três pontos que dão nome a este desenho.

### Um ponto
Um design de bandoleira especializado que permite ao atirador fazer a transição para atirar do ombro oposto. Como a de três pontos, a de um único ponto permite ao atirador soltar a arma e deixá-la cair enquanto ainda está presa ao corpo. Este projeto de bandoleira é mais adequado para uso tático de curto alcance. Uma bandoleira de um ponto, é usada apenas de uma maneira e não permite o mesmo grau de suporte de peso antifadiga de longo prazo que outras. A única grande vantagem do design de ponto único é que é muito fácil alternar de ombro para ombro para disparos em situações muito específicas.

As desvantagens da bandoleira de um ponto incluem a tendência de fazer o rifle balançar de maneira inconveniente se a arma não estiver nas mãos do atirador; pode interferir no movimento do atirador e também em outros equipamentos que ele estiver portando.

## Galeria

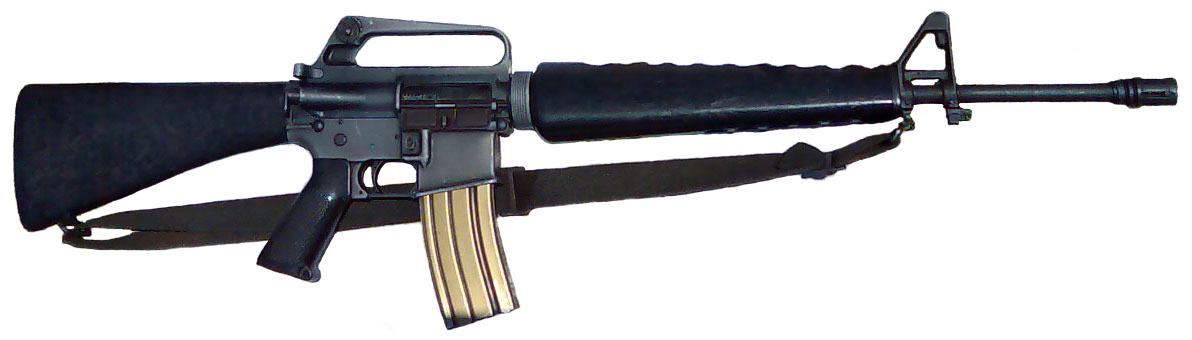
Bandoleira tradicional de dois pontos em um fuzil M16A1.
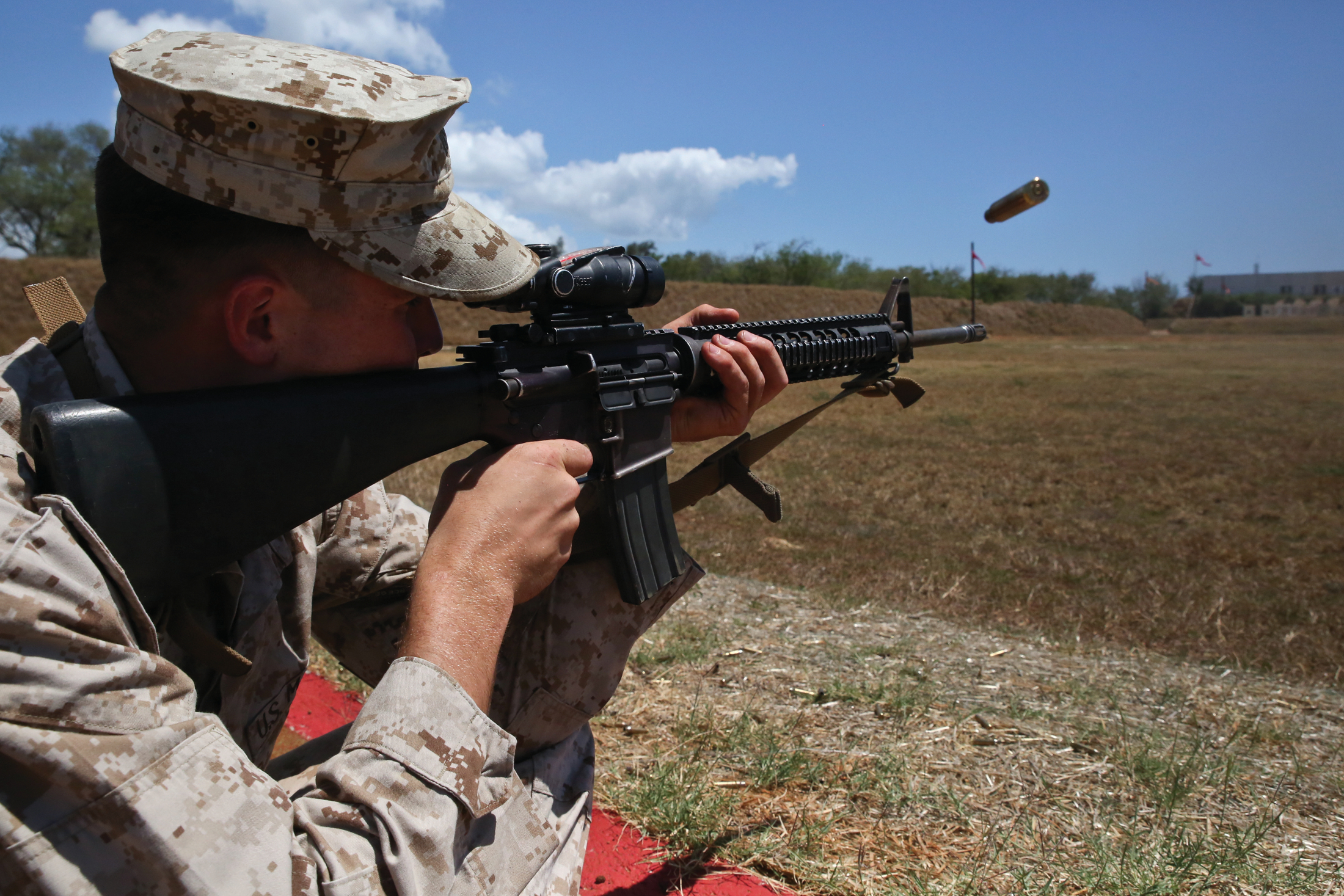
Bandoleira moderna de dois pontos e ajuste rápido em um fuzil M16A1.
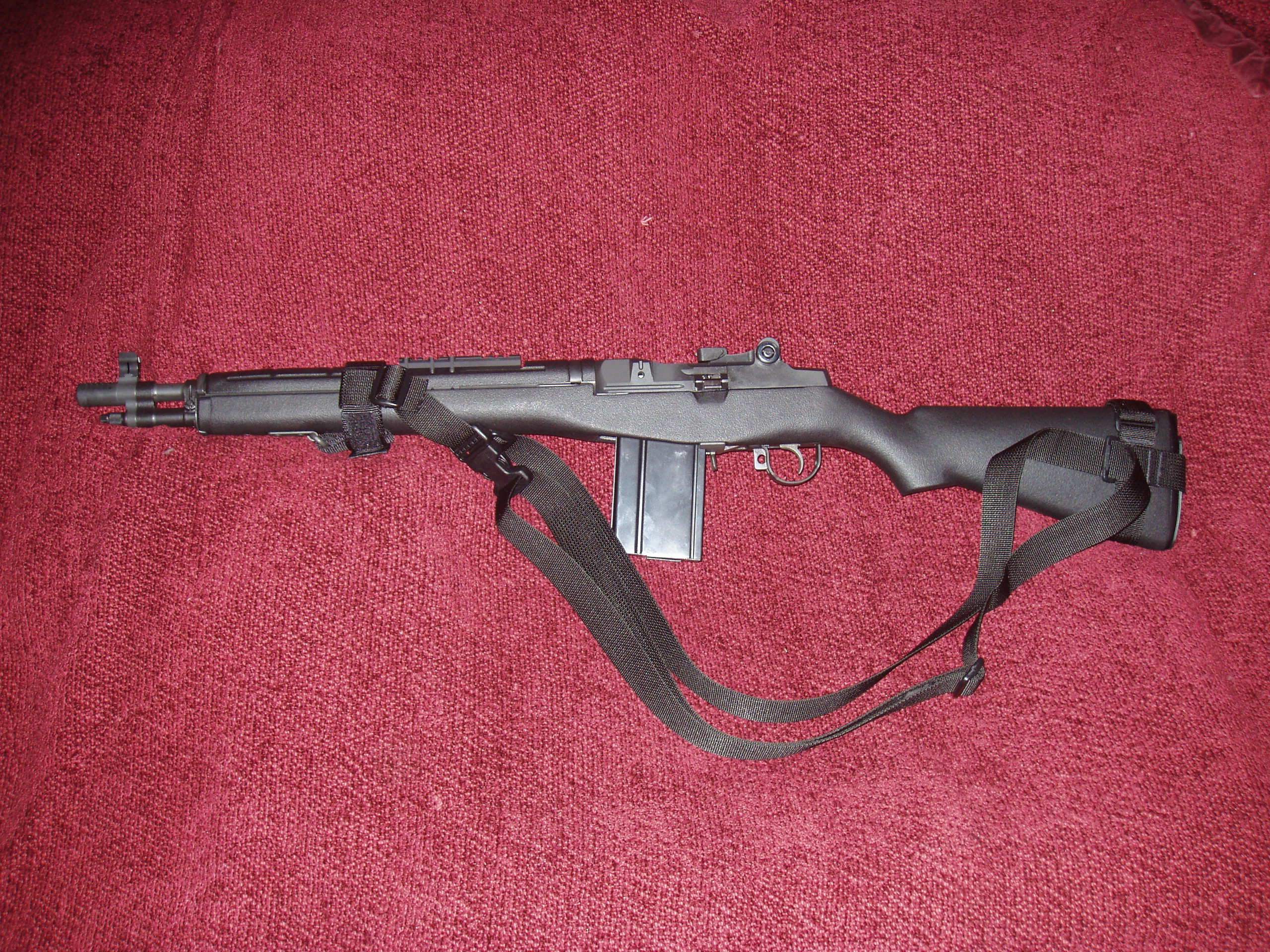
Bandoleira de três pontos em um fuzil Springfield Armory M1A SOCOM 16.
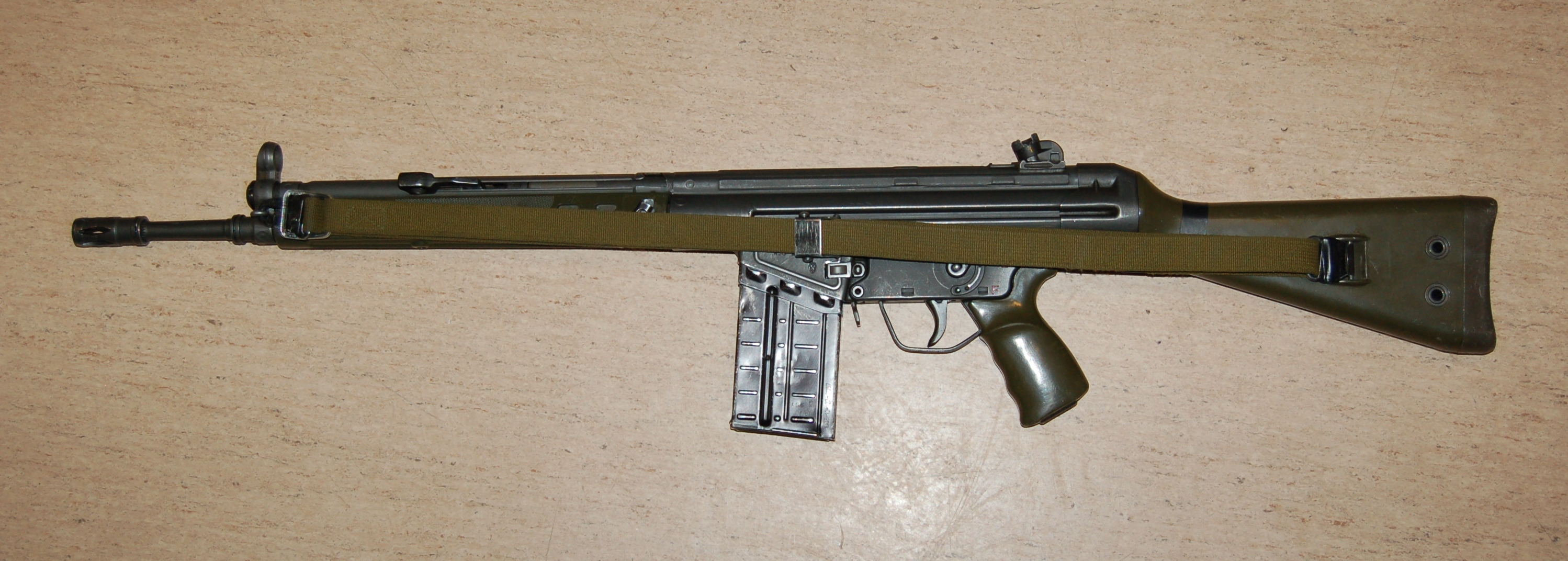
Bandoleira de três pontos em um fuzil AG-3.